# Jesús Renteria
Jesús Renteria Olazabal (Bilbao, 8 giugno 1934 – Bilbao, 14 novembre 2021) è stato un calciatore spagnolo, di ruolo difensore.

## Carriera

### Club
Esordisce in prima squadra con il Baskonia per passare poi all'Athletic Bilbao, con cui debutta nella Liga nella stagione 1958-59. La sua partita d'esordio nel massimo campionato spagnolo fu il 14 settembre 1958, in Celta Vigo-Athletic (0-3).
Termina la carriera nel Recreativo Huelva in Segunda División.
Morì il 15 novembre 2021 a Bilbao, come comunicato dall'Athletic.